# Heriades paganensis
Heriades paganensis är en biart som beskrevs av Keizo Yasumatsu 1942. Heriades paganensis ingår i släktet väggbin, och familjen buksamlarbin. Inga underarter finns listade i Catalogue of Life.